# Georges Michel (rugby à XV)
Pour les articles homonymes, voir Georges Michel et Michel.
Pas d'image ? Cliquez ici

a Compétitions nationales et continentales officielles uniquement.

Georges Michel, né le 9 décembre 1946 à Juillan et mort le 8 mars 2022 à Tarbes, est un joueur français de rugby à XV ayant évolué au poste d'arrière au Stadoceste tarbais. Il travaille à la Mutualité Sociale Agricole des Hautes-Pyrénées.

## Palmarès
Avec le Stadoceste Tarbais
- Championnat de France de première division :
  - Champion (1) : 1973 (et capitaine de l’équipe, il marque 1 pénalité et 1 drop)
  - Demi-finaliste (1) : 1968
- Challenge Béguère :
  - Finaliste (1) : 1968

Avec le CA Lannemezan
- Coupe Frantz Reichel :
  - Finaliste (1) : 1964